# Nadrukowanie
Nadrukowanie (ang. overprint) – atrybut związany z elementami graficznymi (ściślej: ich barwą) określający, że dany element będzie nadrukowany na wcześniejszy (tło).
Jest to odstępstwem do warunków typowych, gdy każdy punkt farby nakładany jest na czyste (niezadrukowane) podłoże.
Nadrukowanie wprowadzane jest w celu wyeliminowania prześwitów podłoża w przypadku niezbyt dokładnego spasowania matryc drukarskich.
Niewłaściwe użycie nadrukowania może prowadzić do nieoczekiwanych efektów ubocznych.